# Hymenopenaeus debilis
Hymenopenaeus debilis is een tienpotigensoort uit de familie van de Solenoceridae. De wetenschappelijke naam van de soort en van het geslacht Hymenopenaeus is voor het eerst geldig gepubliceerd in 1882 door Sidney Irving Smith. De soort werd in 1880 ontdekt aan de oostkust van de Verenigde Staten, tussen 32-33°N en 76-78°W, dit is ter hoogte van South Carolina.